# إي أيه إف سي 25
إي أيه سبورتس إف سي 25 (بالإنجليزية: EA Sports FC 25)‏ هي لعبة فيديو كرة قدم نشرتها شركة إي إيه سبورتس. إنها الجزء الثاني في سلسلة إي أيه سبورتس إف سي والجزء الثاني والثلاثين من ألعاب محاكاة كرة القدم من إي أيه سبورتس. تم تطوير اللعبة بواسطة إي أيه سبورتس وتم إصدارها عالميًا في 27 سبتمبر 2024 لأجهزة نينتندو سويتش،  وبلاي ستيشن 4، وبلاي ستيشن 5، وويندوز، وإكس بوكس ون، وإكس بوكس سيريس إكس/إس.   تمكن المستخدمون الذين قاموا بالحجز المسبق للنسخة النهائية من اللعبة من لعبها في 20 سبتمبر 2024.
يقدم هذا الجزء العديد من الميزات التي تهدف إلى تحسين طريقة اللعب وتفاعل اللاعبين، وفقًا لمطوري إي أيه.   يضم غلاف الإصدار النهائي لاعبي كرة القدم جانلويجي بوفون، وأيتانا بونماتي، وجود بيلينغهام، وزين الدين زيدان، وديفيد بيكهام في غرفة مليئة بالكؤوس التي فازوا بها، والتي ترمز إلى حياتهم المهنية، بينما يضم غلاف الإصدار القياسي بيلينغهام فقط، تدعم اللعبة 21 لغة، ومن بينها العربية.